# M2 Half-track
L'M2 Half Track era un mezzo blindato prodotto negli Stati Uniti durante la seconda guerra mondiale.

## Sviluppo
L'U.S. Army si interessò ai veicoli semicingolati e valutò un veicolo francese "Kégresse". In seguito la White Motor Company produsse un prototipo di veicolo semicingolato partendo dal telaio e dalla carrozzeria della sua M3 Scout Car. Nel 1938 venne realizzato un prototipo, designato T7 Half Track, unendo il cassone e la trasmissione di un precedente prototipo, l'autocarro semicingolato T9, al telaio della M3 Scout Car. Il veicolo però si dimostrò sottopotenziato. Quando l'U.S. Army emise una specifica volta alla acquisizione di un trattore d'artiglieria venne presentato un nuovo prototipo, il T14, dotato di un motore più potente. Nel 1940 il veicolo venne ufficialmente accettato e designato M2 Half Track. Compito principale di questo nuovo veicolo avrebbe dovuto essere quello di fungere da trattore d'artiglieria e da veicolo da ricognizione.
Caratteristiche del mezzo erano il compartimento corazzato ma a cielo aperto, una corazzatura composta da diversi elementi (a persiana) proteggeva il radiatore. Questa poteva essere regolata per permettere il raffreddamento del motore durante la marcia normale. Infine un'altra corazzatura, mobile anch'essa, proteggeva il parabrezza.
Tra il 1942 e il 1943 questi veicoli subirono una serie di modifiche al sistema di trazione e al motore. Anche la capacità di carico e altre caratteristiche furono riviste.
In totale la produzione dell'M2 fu di circa 16.500 esemplari più di 3000 dei quali forniti in base alla legge Affitti e Prestiti agli alleati degli Stati Uniti. Il veicolo venne anche prodotto, con la designazione di M9, dalla International Harvester Company che ne realizzò 3.500 esemplari. Altre ditte impegnate nella realizzazione di questo veicolo furono la Autocar Company e la Diamond T Motor Company.

## Impiego
I primi M2 furono impiegati dall'esercito statunitense nel 1941 nelle Filippine. Il veicolo fu poi utilizzato in Nord Africa, in Italia, Europa. L'utilizzo principale non fu come trattatore di artiglieria, come previsto in fase di progetto, ma generalmente fu utilizzato come gli M3 principalmente come trasporto truppe, il traino si limitò ai pezzi di artiglieria più leggeri, come il cannone M1 AT 57 mm. I Marines lo impiegarono anche nel Pacifico. Furono inviati in URSS 342 esemplari di M2 e 413 esemplari di M9.

## Versioni

### Trattori d'artiglieria
- M2: Veicoli prodotti dalla White e dotati di motore White 160 AX. Questa versione montava un supporto a pattino per una mitragliatrice Browning da 12,7 mm
- M2E6/M2A1: Veicoli dotati di supporto per la mitragliatrice M49 montato sul lato anteriore destro del mezzo. Molto spesso sul campo veniva montato anche un supporto fisso per un mitragliatrice da 7,7 mm
- M2E5\M9: Veicoli prodotti dalla International Harvester Company quale versione Affitti e Prestiti del mezzo. Non montava il telaio corto dell'M2 e mancava della porta d'accesso posteriore. Era molto simile all'M5 ma la configurazione interna era diversa
- M9A1: Versione simile all'M2A1. In pratica un M9 dotato del supporto per la mitragliatrice M49 e di porta posteriore

### Semoventi d'artiglieria
- M4\M4A1 o M4 MMC (Mortar Motor Carriage): Versione dell'M2 armata con un mortaio M1 da 81 mm. Nelle intenzioni il pezzo doveva essere utilizzato al di fuori del veicolo anche se, in caso di emergenza, si poteva far fuoco dall'interno del compartimento. Negli M4A1 si poteva far fuoco direttamente dall'interno del veicolo. In questo caso il pezzo era fissato al mezzo e rivolto verso la parte anteriore dello stesso
- M2 w/ M3 37 mm: Versione armata con un cannone M3 da 37 mm e pensata per sostituire il non riuscito cacciacarri leggero M6. Questo mezzo era realizzato montando il cannone sul telaio del Dodge da 1/4 ton. Venne realizzata smontando i cannoni dagli autocarri e montandoli su alcuni M2

### Semoventi antiaerei
- T1E1: Veicolo dotato di un affusto Bendix armato con due mitragliatrici M2 da 12,7 mm. La parte posteriore del veicolo era completamente aperta. Il sistema Bendix però non si rivelò soddisfacente e ne fu realizzato un solo prototipo
- T1E2: In pratica un T1 dotato di affusto Maxson M33 al posto del Bendix. Anche in questo caso erano montate due mitragliatrici da M2 12,7 mm. Venne in seguito sviluppato su scafo M3 Half Track come T1E4
- T1E3: Un T1 dotato di una parziale copertura del compartimento e di una torretta Martin identica a quella usata sui B-17. Si dimostrò eccessivamente complesso e le sue dimensioni erano troppo rilevanti per lo spazio disponibile sull'M2. Ne venne realizzato un solo prototipo
- T28 CGMC (Combination Gun Motor Carriage): In pratica un M2 armato con un cannone da 37 mm e due mitragliatrici M2 da 12,7 mm. Per creare non spazio maggiore per l'affusto erano state rimosse le corazzature laterali. Il progetto venne cancellato nel 1942 ma in seguito riproposto sullo scafo del più grande M3 con la designazione di T28E1
- T10: Versione realizzata per sperimentare la possibilità di montare una coppia di cannoncini Hispano-Suiza HS.404 da 20 mm, prodotti su licenza negli USA, su un affusto Maxson modificato. Anche in questo caso lo sviluppo proseguì utilizzando lo scafo dell'M3 con la designazione di T10E1